# Untitled (AITAOA sharp 2)
Untitled (AITAOA #2) (acronimo per "Art in the Age of Automation #2") è il quinto album del gruppo jazz inglese Portico Quartet, il sesto se si considera anche l'album Living Fields pubblicato da tre dei membri della band sotto il nome di Portico. Pubblicato dalla Gondwana Records nel 2015, raccoglie tracce registrate nelle sessioni per la pubblicazione del precedente album Art in the Age of Automation.

## Tracce
Compact disc
1. Double Space – 2:53
2. Index – 3:58
3. Unrest – 5:13
4. In Where We Meet – 1:16
5. View from a Satellite – 5:20
6. Celestial Wife – 3:58
7. Reflected in Neon – 2:22
8. Dust – 4:46
9. Berlin – 2:02

Durata totale: 31:48

## Formazione
- Jack Wyllie - sassofono, pianoforte, sintetizzatore
- Duncan Bellamy - percussioni
- Milo Fitzpatrick - contrabbasso
- Keir Vine - tastiere